# 伊萬尼夫卡 (馬林市鎮)
50°41′32″N 29°3′39″E / 50.69222°N 29.06083°E
伊萬尼夫卡（烏克蘭語：Іванівка）是位於烏克蘭北部的村莊，由日托米爾州科羅斯堅區的馬林市鎮負責管轄。該村面積3.02平方公里，海拔高度166米，2001年人口339，人口密度每平方公里112.33人。